# Suona la tromba
Suona la tromba, anche conosciuto come Inno popolare, è un inno laico composto da Giuseppe Verdi nel 1848, su un testo del poeta e patriota Goffredo Mameli. Il titolo deriva dal verso di apertura della poesia di Mameli, che invece è intitolata Inno militare. È stato a volte indicato come Grido di guerra.

## Storia
L'inno inizia con i versi: «Suona la tromba — ondeggiano / le insegne gialle e nere». Il riferimento alla bandiera gialla e nera indica l'Impero austriaco. Il pezzo fu commissionato da Giuseppe Mazzini come un nuovo inno di battaglia per la rivoluzione del 1848, quando i patrioti italiani cercavano l'indipendenza dall'Austria, che controllava grandi porzioni del nord Italia. Mazzini convinse Verdi a comporre le musiche, quando lo incontrò a Milano nel maggio del 1848, poco dopo che gli austriaci erano stati cacciati dalla città e da altre parti della Lombardia. Mazzini commissionò il testo a Mameli nel mese di giugno, chiedendogli di comporre un testo che sarebbe dovuto diventare la versione italiana della Marsigliese, citando inoltre il desiderio espresso da Verdi che il nuovo inno rendesse le persone dimentiche sia del poeta sia del compositore. Mameli terminò il testo dell'inno alla fine di agosto e Mazzini immediatamente lo inviò a Verdi, che in quel momento stava soggiornando a Parigi. Verdi spedì a Mazzini l'inno musicato, composto per un coro maschile in tre parti senza accompagnamento, il 18 ottobre 1848. Nella lettera di accompagnamento scrive:

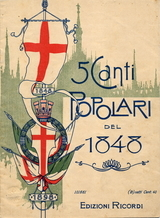
Copertina dell'antologia 5 Canti popolari del 1848, pubblicata da Ricordi nel 1898, contenente anche Suona la tromba.

(Giuseppe Verdi)